# Gambusia
Genre
Gambusia est un genre de poissons d'eau douce de la famille des Poeciliidés.

## Liste des espèces
Selon World Register of Marine Species (20 mars 2025) :
- Gambusia affinis (Baird & Girard, 1853)
- Gambusia alvarezi Hubbs & Springer, 1957
- Gambusia amistadensis Peden, 1973
- Gambusia atrora Rosen & Bailey, 1963
- Gambusia aurata Miller & Minckley, 1970
- Gambusia baracoana Rivas, 1944
- Gambusia beebei Myers, 1935
- Gambusia bucheri Rivas, 1944
- Gambusia clarkhubbsi Garrett & Edwards, 2003
- Gambusia dominicensis Regan, 1913
- Gambusia echeagarayi (Álvarez, 1952)
- Gambusia eurystoma Miller, 1975
- Gambusia gaigei Hubbs, 1929
- Gambusia geiseri Hubbs & Hubbs, 1957
- Gambusia georgei Hubbs & Peden, 1969
- Gambusia heterochir Hubbs, 1957
- Gambusia hispaniolae Fink, 1971
- Gambusia holbrooki Girard, 1859
- Gambusia hurtadoi Hubbs & Springer, 1957
- Gambusia krumholzi Minckley, 1963
- Gambusia lemaitrei Fowler, 1950
- Gambusia longispinis Minckley, 1962
- Gambusia luma Rosen & Bailey, 1963
- Gambusia manni Hubbs, 1927
- Gambusia marshi Minckley & Craddock, 1962
- Gambusia melapleura (Gosse, 1851)
- Gambusia monticola Rivas, 1971
- Gambusia myersi Ahl, 1925
- Gambusia nicaraguensis Günther, 1866
- Gambusia nobilis (Baird & Girard, 1853)
- Gambusia panuco Hubbs, 1926
- Gambusia pseudopunctata Rivas, 1969
- Gambusia punctata Poey, 1854
- Gambusia puncticulata Poey, 1854
- Gambusia quadruncus Langerhans, 2012
- Gambusia regani Hubbs, 1926
- Gambusia rhizophorae Rivas, 1969
- Gambusia senilis Girard, 1859
- Gambusia sexradiata Hubbs, 1936
- Gambusia speciosa Girard, 1859
- Gambusia vittata Hubbs, 1926
- Gambusia wrayi Regan, 1913
- Gambusia xanthosoma Greenfield, 1983
- Gambusia yucatana Regan, 1914
- Gambusia zarskei Meyer, Schories & Schartl, 2010